# Sarto Fournier
Pour les articles homonymes, voir Fournier.
Sarto Fournier, né le 15 février 1908 à East Broughton et mort le 23 juillet 1980 à Ottawa, est un avocat et homme politique québécois.
Il est député à la Chambre des communes du Canada de 1935 jusqu'à sa nomination au Sénat du Canada en 1953 où il demeure jusqu'à sa mort en 1980. 
Il est maire de Montréal de 1957 à 1960.

## Biographie
Né le 15 février 1908 à East Broughton au Québec, Sarto Fournier est élu député de la circonscription de Maisonneuve—Rosemont à la Chambre des communes du Canada en tant que membre du Parti libéral du Canada lors de l'élection de 1935. Il est réélu au même poste à quatre reprises. Le 12 juin 1953, il est nommé au sénat canadien par le premier ministre Louis St-Laurent, devenant le plus jeune membre de la chambre haute du Parlement canadien.
Après deux tentatives infructueuses en 1950 et en 1954, Fournier est élu à la mairie de Montréal en 1957, par une majorité d'à peine 4 000 voix. Il est à la tête d’un nouveau parti municipal, le Ralliement du Grand Montréal, appuyé par le premier ministre du Québec, Maurice Duplessis, qui voyait dans Jean Drapeau un adversaire potentiel, est un facteur déterminant de sa victoire. Par contre, ses accointances avec le premier ministre de l'Union nationale lui vaudront d'être exclu de la Fédération libérale du Québec en 1958.
Il a un règne semblable à celui de Fernand Rinfret, un homme qu'il a côtoyé et qu'il admirait. Le maire Fournier n'ose pas agir par crainte de l'opposition et compte donc peu de réalisations à son actif. Par contre, il soumet la candidature de Montréal afin d'accueillir l'exposition universelle de 1967. Il termine derrière Moscou, mais le Bureau international des expositions confie l'organisation de l'Expo 67 à la métropole québécoise, après le désistement de la capitale soviétique, deux semaines après l'élection de 1962. 
Il est défait à nouveau par Jean Drapeau lors des élections municipales de 1960 et de 1962. Il retourne au Sénat du Canada, où il meurt en fonction le 23 juillet 1980 à l'âge de 72 ans.